# Мазняк, Мария Михайловна
Мария Михайловна Мазняк — кандидат филологических наук, специалист по португальскому языку и литературе, теории и практике перевода, переводчик. Ведущая отечественная исследовательница жизни и творчества Мариу де Са-Карнейру.

## Биография
Защитила кандидатскую диссертацию по теме «Поэтика лирики Мариу де Са-Карнейру». Доцент, преподаёт португальский язык и литературу на кафедре романской филологии СПбГУ. С 2011 года — постоянный член международной организации компаративистских исследований в области иберо-славистики CompaRes, с 2013 года — член редакционной коллегии (ответственный секретарь) выходящего с 1974 года научного журнала «Древняя и Новая Романия».
Лауреат международного конкурса The Pushkin Prizes в Шотландии (1999/2000). В 2006 году в Португалии был издан небольшой сборник историй о футболе, написанных всемирно известными представителями сборной команды Португалии по футболу. В 2018 году Мария Мазняк, ранее выступившая переводчиком у Витора Баия, перевела эту книгу на русский язык.
Автор и ведущая литературного YouTube-шоу "Редкий экземпляр" (RedEx) - серия креативных интервью о книгах.